# Bandera de Brunéi
La bandera de Brunéi fue adoptada el 29 de septiembre de 1959, cuando el país comenzó a ser un protectorado del Reino Unido, y fue oficial el 1 de enero de 1984, cuando el país consiguió la independencia.
La bandera está compuesta por un fondo amarillo, símbolo tradicional de la monarquía, una doble banda blanquinegra inclinada que no es paralela a su diagonal y, ocupando el centro y de color rojo, el escudo de Brunéi. Este último se compone de:
- Un parasol real (llamado Payung Ubor-Ubor) coronado por una bandera que representa el poder real.

- Dos alas (Sayab) con cuatro plumas cada una que representan la protección de la justicia, la tranquilidad, la prosperidad y la paz.

- Una media luna para recordar el islam con la divisa nacional "الدائمون المحسنون بالهدى" "Sentiasa membuat kebajikan dengan petunjuk Allah" (en español:"Siempre al servicio con la guía de Dios").

- Una cinta donde se puede leer en árabe "Brunei Darussalam" que quiere decir "Brunéi, patria de la paz".

- Unas manos (tangana o Kimhap) a cada lado que personifican como el poder gubernamental dispuesto a promover la serenidad, la paz y la prosperidad.

## Otras banderas

Bandera de guerra, ratio 2:3
Bandera naval, ratio 1:2
Estandarte del sultán, ratio 1:2

## Banderas históricas

Bandera previa a 1906
Bandera de 1906 a 1959 (protectorado británico)